# Championnat des Caraïbes de rugby à XV 2011
Navigation
Championnat des Caraïbes de rugby
 à XV 2008 Championnat des Caraïbes de rugby
 à XV 2012
Le Championnat des Caraïbes de rugby 2011 ou Caribbean Rugby Championship 2011 est une compétition organisée par la NACRA qui oppose les nations caribéennes, le Mexique et une sélection du Sud des États-Unis.

## Équipes engagées
| Poule A - Mexique - USA South - Îles Caïmans - Jamaïque - Bermudes - Bahamas | Poule B - Îles Vierges britanniques - Saint-Vincent-et-les-Grenadines - Barbade - Sainte-Lucie - Guyana - Trinité-et-Tobago |

## Poule A

### Tour 1

#### Demi-finales
| 9 avril 2011 | Mexique | 25 - 9 | USA South |  |
| 9 avril 2011 |         |        |           |  |
| 9 avril 2011 |         |        |           |  |

| 16 avril 2011 | Îles Caïmans | 36 - 24 | Jamaïque |  |
| 16 avril 2011 |              |         |          |  |
| 16 avril 2011 |              |         |          |  |

#### Finale
| 30 avril 2011 | Mexique | 34 - 20 | Îles Caïmans |  |
| 30 avril 2011 |         |         |              |  |
| 30 avril 2011 |         |         |              |  |

### Tour 2

#### Résultats
| 14 mai 2011 | Bermudes | 13 - 10 | Bahamas |  |
| 14 mai 2011 |          |         |         |  |
| 14 mai 2011 |          |         |         |  |

| 28 mai 2011 | Bahamas | 17 - 12 | Mexique |  |
| 28 mai 2011 |         |         |         |  |
| 28 mai 2011 |         |         |         |  |

| 5 juin 2011 | Bermudes | 26 - 7 | Mexique |  |
| 5 juin 2011 |          |        |         |  |
| 5 juin 2011 |          |        |         |  |

#### Classement
| Rang | Nation   | J | V | N | D | Pm | Pe | Diff | Pts |
| ---- | -------- | - | - | - | - | -- | -- | ---- | --- |
| 1    | Bermudes | 2 | 2 | 0 | 0 | 39 | 17 | +22  | 6   |
| 2    | Bahamas  | 2 | 1 | 0 | 1 | 27 | 25 | +2   | 3   |
| 3    | Mexique  | 2 | 0 | 0 | 2 | 19 | 43 | -24  | 0   |

|  | Qualifié pour la finale (no 1). |

## Poule B

### Tour 1

#### Demi-finales
| 9 avril 2011 | Îles Vierges britanniques | 25 - 13 | Saint-Vincent-et-les-Grenadines |  |
| 9 avril 2011 |                           |         |                                 |  |
| 9 avril 2011 |                           |         |                                 |  |

| 16 avril 2011 | Barbade | 31 - 12 | Sainte-Lucie |  |
| 16 avril 2011 |         |         |              |  |
| 16 avril 2011 |         |         |              |  |

#### Finale
| 30 avril 2011 | Barbade | 19 - 13 | Îles Vierges britanniques |  |
| 30 avril 2011 |         |         |                           |  |
| 30 avril 2011 |         |         |                           |  |

### Tour 2

#### Résultats
| 21 mai 2011 | Trinité-et-Tobago | 17 - 10 | Barbade |  |
| 21 mai 2011 |                   |         |         |  |
| 21 mai 2011 |                   |         |         |  |

| 28 mai 2011 | Guyana | 22 - 20 | Trinité-et-Tobago |  |
| 28 mai 2011 |        |         |                   |  |
| 28 mai 2011 |        |         |                   |  |

| 11 juin 2011 | Guyana | 20 - 7 | Barbade |  |
| 11 juin 2011 |        |        |         |  |
| 11 juin 2011 |        |        |         |  |

#### Classement
| Rang | Nation            | J | V | N | D | Pm | Pe | Diff | Pts |
| ---- | ----------------- | - | - | - | - | -- | -- | ---- | --- |
| 1    | Guyana            | 2 | 2 | 0 | 0 | 42 | 27 | +15  | 6   |
| 2    | Trinité-et-Tobago | 2 | 1 | 0 | 1 | 37 | 32 | +5   | 3   |
| 3    | Barbade           | 2 | 0 | 0 | 2 | 17 | 37 | -20  | 0   |

|  | Qualifié pour la finale (no 1). |

## Finale
| 22 juin 2011 | Guyana | 0 - 11 | Bermudes |  |
| 22 juin 2011 |        |        |          |  |
| 22 juin 2011 |        |        |          |  |